# Седовка (Самарская область)
Седовка — деревня в Кошкинском районе Самарской области России. Входит в состав сельского поселения Шпановка.

## География
Деревня находится в северной части Самарской области, в лесостепной зоне, на правом берегу реки Липовки, на расстоянии примерно 24 километров (по прямой) к востоку-юго-востоку (ESE) от села Кошки, административного центра района. Абсолютная высота — 83 метра над уровнем моря.
Климат
Климат характеризуется как умеренно континентальный, с холодной малоснежной зимой и жарким сухим летом. Среднегодовая температура воздуха — 3,4 °С. Средняя температура воздуха самого тёплого месяца (июля) — 19,4 °C (абсолютный максимум — 42 °C); самого холодного (января) — −13 °C (абсолютный минимум — −47 °C). Среднегодовое количество атмосферных осадков составляет 498 мм, из которых 339 мм выпадает в период с апреля по октябрь. Снежный покров держится в течение 151 дня.
Часовой пояс
Деревня Седовка, как и вся Самарская область, находится в часовой зоне МСК+1. Смещение применяемого времени относительно UTC составляет +4:00.

## Население
| 2010 |
| ---- |
| 9    |

Половой состав
По данным Всероссийской переписи населения 2010 года в гендерной структуре населения мужчины составляли 55,6 %, женщины — соответственно 44,4 %.
Национальный состав
Согласно результатам переписи 2002 года, в национальной структуре населения русские составляли 100 % из 10 чел.